# Cykłon (2020)
Cykłon (ros. Циклон) – korweta rakietowa projektu 22800 (Karakurt) Marynarki Wojennej Federacji Rosyjskiej, wodowana w 2020 roku. Wchodzi w skład Floty Czarnomorskiej.

## Budowa
Okręt należy do budowanych od 2015 roku w Rosji dla jej floty korwet rakietowych nowego pokolenia projektu 22800 (typu Karakurt), klasyfikowanych oficjalnie jako małe okręty rakietowe (małyj rakietnj korabl – MRK). Kontrakt na budowę pięciu okrętów tego typu uzyskała 5 sierpnia 2016 roku stocznia Zielenodolskij Zawod im. A.M. Gorkogo w Zielenodolsku. Zleciła ona jednak budowę trzech okrętów na zasadzie podwykonawstwa  w stoczni „Zaliw” im B.J. Butomy w anektowanym przez Rosję Kerczu, która została oddana pod zarząd stoczni Zielenodolskij Zawod, w ramach ratowania stoczni krymskich cierpiących na brak zamówień po aneksji Krymu przez Rosję. „Cykłon” stał się pierwszym okrętem budowanym dla floty rosyjskiej w stoczni „Zaliw” po aneksji Krymu. Budowano go pod numerem stoczniowym 801.

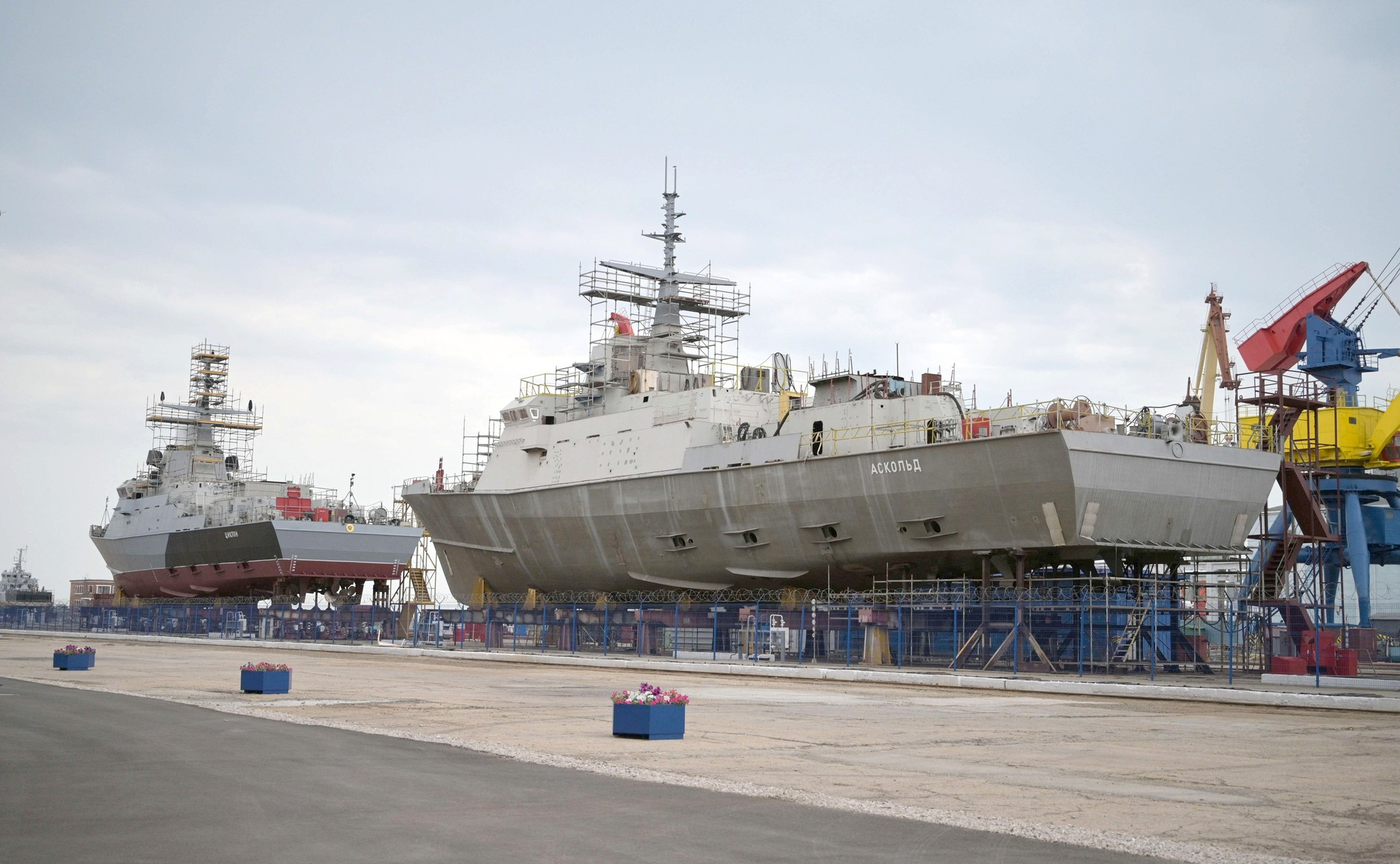
„Cykłon” (w głębi) przed wodowaniem, na pierwszym planie „Askold”

Stępkę pod budowę okrętu położono 26 lipca 2016 roku. Wodowanie miało miejsce 24 lipca 2020 roku. Okręt otrzymał nazwę „Cykłon” (Циклон, pol. cyklon), noszoną wcześniej przez inne niewielkie rosyjskie okręty. W styczniu 2022 roku okręt zakończył stoczniowe próby morskie i przystąpił do państwowych badań odbiorczych. Okręt został odebrany i wszedł do służby 7 lipca 2023 roku.

## Skrócony opis
Wyporność okrętów projektu 22800 wynosi 860—900 ton. Długość wynosi 67 m, szerokość 11 m, a zanurzenie do 3,3 m. Rozmiary okrętów umożliwiają im operowanie także na wodach śródlądowych. Załogę stanowi 39 ludzi.
Napęd stanowią trzy silniki wysokoprężne o mocy łącznej 30 000 KM. Prędkość według rosyjskich źródeł wojskowych wynosi 30—35 węzłów. Zasięg określany jest na 2500 mil morskich przy prędkości 12 w.
Uzbrojenie okrętów projektu 22800 stanowi przede wszystkim ośmiokomorowa pionowa wyrzutnia pocisków woda-woda/woda-ziemia Kalibr NK z ośmioma pociskami. Uzbrojenie przeciwlotnicze stanowi jeden zestaw rakietowo-artyleryjski Pancyr-M, obejmujący dwie sześciolufowe armaty kalibru 30 mm i do dwunastu pocisków przeciwlotniczych o zasięgu do 20 km . Uzbrojenie artyleryjskie składa się z jednej automatycznej armaty uniwersalnej kalibru 76 mm AK-176MA. Uzbrojenie uzupełniają dwa karabiny maszynowe kalibru 12,7 mm.
Okręty mają rozbudowane wyposażenie obserwacji technicznej. Jego zasadniczym elementem jest radar Zasłon z czterema nieruchomymi antenami ścianowymi na ścianach nadbudówki stanowiącej podstawę masztu . Uzupełnia go kompleks radiolokacyjny Minierał-M zamontowany na szczycie nadbudówki pod dielektryczną kopułą, składający się z radaru wykrywania celów nawodnych Minierał-M1, pasywnej stacji rozpoznania radioelektronicznego Minierał-M2 oraz systemu przekazywania danych i kierowania walką Minierał-M3 .

## Służba
Okręt po przyjęciu do służby wszedł w skład Floty Czarnomorskiej 12 lipca 2023 roku, w trakcie inwazji Rosji na Ukrainę. Od 22 sierpnia miał status operacyjny. Został wcielony do 41 Sewastopolskiej Brygady Okrętów i Kutrów Rakietowych Orderu Nachimowa.
Według niepotwierdzonych obiektywnie nieoficjalnych informacji pochodzących od rosyjskich blogerów, okręt miał został zniszczony dwoma rakietami ATACMS podczas ataku ukraińskiego na port w Sewastopolu w nocy 18/19 maja 2024 roku. Strona ukraińska początkowo podawała, że zniszczony został trałowiec „Kowrowiec”. Według nieoficjalnych informacji, zabitych zostało sześciu członków załogi, a rannych 11.